# چزاره کاسادی
چزاره کاسادی (زاده ۱۰ ژانویه ۲۰۰۳) یک بازیکن فوتبال اهل ایتالیا است که برای باشگاه فوتبال تورینو در پست هافبک بازی می‌کند.

## عملکرد باشگاهی
کاسادی، کار خود را با باشگاه سرویا آغاز کرد. سپس به باشگاه چزنا پیوست. در سال ۲۰۱۸ او به باشگاه اینترمیلان پیوست. او زمانی که فقط ۱۶ سال داشت به زیر ۱۹ ساله های اینترمیلان رفت. او در اکتبر ۲۰۲۱ پس از درخشش در فصل ۲۲–۲۰۲۱ به در فهرست سالانه روزنامه گاردین قرار گرفت.

## عملکرد ملی
کاسادی سابقه بازی در زیر ۱۶ سال ایتالیا، زیر ۱۷ سال ایتالیا، زیر ۱۸ سال ایتالیا و زیر ۱۹ سال ایتالیا را دارد.